# Condado de Yamhill
O Condado de Yamhill é um dos 36 condados do Estado americano do Oregon. A sede do condado é McMinnville, e sua maior cidade é McMinnville. O condado possui uma área de 1 861 km² (dos quais 7 km² estão cobertos por água), uma população de 84 992 habitantes, e uma densidade populacional de 46 hab/km² (segundo o censo nacional de 2000). O condado foi fundado em 5 de julho de 1843.